# Dřišťál

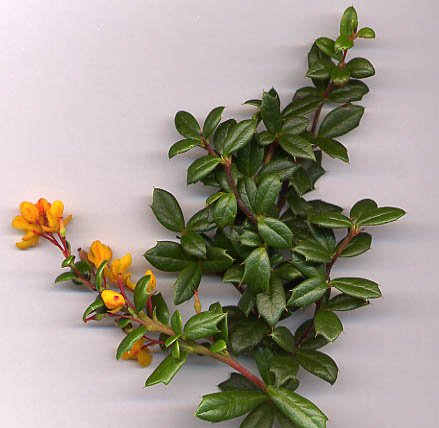
Berberis darwinii – výhon s květy

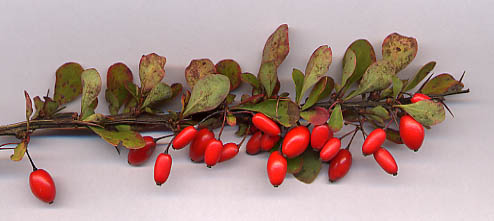
Berberis thunbergii – výhon s plody

Dřišťál (Berberis) je rod zahrnující víc než 600 druhů opadavých nebo stálezelených keřů, 1–5 m vysokých, s otrněnými výhony, které jsou domovem v mírných a subtropických oblastech Evropy, Asie, Afriky, Severní Ameriky a Jižní Ameriky. Nejvíce druhů roste v Číně. V aktuální taxonomii je do něho vřazován i někdejší rod Mahonia.
Bobule (tzv. dřišťálky) některých druhů dřišťálu jsou jedlé a bohaté na vitamín C. Mnohé dřišťály jsou oblíbené zahradní keře, pěstované pro okrasné listy, květy a barevné bobule, které vynikají zejména v zimním období na opadavých druzích.

## Popis
Rod se vyznačuje dvoutvárnými výhonky, dlouhými, které tvoří základní strukturu rostliny, a krátkými, jen 1–2 mm dlouhými. Změněné listy na dlouhých výhonech nejsou určeny k fotosyntéze, vyvinuly se do tříostných trnů, 3–30 mm dlouhých, s několika normálními, fotosyntetizujícími listy. Tyto listy jsou 1–10 cm dlouhé, jednoduché, celokrajné nebo s ostnitými okraji.
Opadavé druhy (např. Berberis thunbergii, Berberis vulgaris) se vyznačují cenným podzimním zbarvením. Některé stálezelené druhy (např. Berberis candidula, Berberis verruculosa), mají listy na spodní straně zářivě bílé, což je obzvláště atraktivní, pokud jsou použity jako okrasné rostliny.
Květy vyrůstají jednotlivě nebo v hroznech až po 20 květech. Jsou žluté nebo oranžové, 3–6 mm dlouhé, se šesti kališními lístky a šesti okvětními lístky, kališní lístky jsou obvykle stejně zbarvené jako okvětní lístky. Plody jsou malé bobule 5–15 mm dlouhé, zralé jsou zbarvené červeně nebo tmavě modře, často s růžovým nebo fialovým voskovitým povrchem. Mohou být buď podlouhlé, nebo kulovité.

## Choroby a škůdci
Dřišťál obecný (Berberis vulgaris) je alternativním hostitelem rzi travní (Puccinia graminis), která je vážnou houbovou chorobou pšenice. Z tohoto důvodu je pěstování tohoto druhu dřišťálu v mnoha oblastech zakázáno. V ČR byly dřišťály téměř zcela vyhubeny v osvětové masové kampani, která si kladla jako společensky významné omezit ohrožení pšenice. Předpokládá se však, že význam dřišťálu jako hostitele této dvoudomé rzi je silně přeceňován. Dnes je tento druh dřišťálu v ČR, kde je původní, ohroženým druhem.

## Invazní druhy
Některé dřišťály se staly invazními druhy, když se rozšířily mimo své původní hranice, například Berberis glaucocarpa a Berberis darwinii na Novém Zélandu (kde je nyní zakaz prodeje a rozmnožování). Podobně je tomu u dřišťálu Thunbergova (Berberis thunbergii) v některých částech Severní Ameriky.

## Vybraní zástupci
Členění podle kontinentu původu. Stálezelení zástupci jsou označeni (SZ).
Evropa a přilehlé okolí
- dřišťál obecný (Berberis vulgaris)

Asie
- dřišťál amurský (Berberis amurensis)
- dřišťál asijský (Berberis asiatica)
- dřišťál Beanův (Berberis beaniana)
- dřišťál bělolistý (Berberis candidula)
- dřišťál bradavčitý (Berberis verruculosa)
- dřišťál Coxův (Berberis coxii)
- dřišťál černoplodý (Berberis atrocarpa)
- dřišťál čínský (Berberis chinensis)
- dřišťál Faxonův (Berberis faxoniana)
- dřišťál Františka Ferdinanda (Berberis francisci-ferdinandi)
- dřišťál Gagnepainův (Berberis gagnepainii)
- dřišťál Gilgův (Berberis gilgiana)
- dřišťál Giraldův (Berberis giraldii)
- dřišťál Henryův (Berberis henryana)
- dřišťál hezký (Berberis concinna)
- dřišťál hlohový (Berberis crataegina)
- dřišťál Hookerův (Berberis hookeri)
- dřišťál hranatý (Berberis angulosa)
- dřišťál hustoklasý (Berberis dasystachya)
- dřišťál chlupatolistý (Berberis mitifolia)
- dřišťál Jaeschkeho (Berberis jaeschkeana)
- dřišťál Jamesův (Berberis jamesiana)
- dřišťál Janův (Berberis johannis)
- dřišťál Juliin (Berberis julianae)
- dřišťál jün-nanský (Berberis yunnanensis)
- dřišťál kansenský (Berberis kansuensis)
- dřišťál kawakamský (Berberis kawakamii)
- dřišťál korejský (Berberis koreana)
- dřišťál krátkostopký (Berberis brachypoda)
- dřišťál krvavý (Berberis sanguinea)
- dřišťál kustovnicový (Berberis lycium)
- dřišťál Lempergův (Berberis lempergiana)
- dřišťál malokvětý (Berberis minutiflora)
- dřišťál manipurský (Berberis manipurana)
- dřišťál mekongenský (Berberis mekongensis)
- dřišťál mnohokvětý (Berberis centiflora)
- dřišťál morrisonský (Berberis morissonensis)
- dřišťál nahloučený (Berberis aggregata)
- dřišťál ojíněný (Berberis pruinosa)
- dřišťál osinatý (Berberis aristata)
- dřišťál penízkovitý (Berberis nummularia)
- dřišťál pilovitý (Berberis circumserrata)
- dřišťál podlouhlý (Berberis oblonga)
- dřišťál Poiretův (Berberis poiretii)
- dřišťál Potaninův (Berberis potaninii)
- dřišťál průsvitný (Berberis diaphana)
- dřišťál prutovitý (Berberis virgetorum)
- dřišťál různostopkatý (Berberis heteropoda)
- dřišťál řeřicholistý (Berberis lepidifolia)
- dřišťál Sargentův (Berberis sargentiana)
- dřišťál Sherriffův (Berberis sherriffii)
- dřišťál sibiřský (Berberis sibirica)
- dřišťál Sieboldův (Berberis sieboldii)
- dřišťál Silva-Taroucův (Berberis silva-taroucana)
- dřišťál síťkolistý (Berberis dictyophylla)
- dřišťál síťkovaný (Berberis reticulata)
- dřišťál síťkový (Berberis dictyoneura)
- dřišťál sivoplodý (Berberis glaucocarpa)
- dřišťál Thunbergův (Berberis thunbergii)
- dřišťál tibetský (Berberis tibetica)
- dřišťál Tischlerův (Berberis tischleri)
- dřišťál tsarongský (Berberis tsarongensis)
- dřišťál turkestánský (Berberis turcomanica)
- dřišťál Veitchův (Berberis veitchii)
- dřišťál velkouštý (Berberis macrosepala)
- dřišťál Wilsonové (Berberis wilsoniae)
- dřišťál zahnutý (Berberis replicata)
- dřišťál zelenavý (Berberis virescens)
- dřišťál zlatistý (Berberis chrysosphaera)

Severní Amerika
- dřišťál Fendlerův (Berberis fendleri)
- dřišťál kanadský (Berberis canadensis)

Jižní Amerika
- dřišťál Darwinův (Berberis darwinii)
- dřišťál listnatcolistý (Berberis ruscifolia)
- dřišťál zimostrázový (Berberis buxifolia)

Pěstované hybridy
- dřišťál bristolský (Berberis × bristolensis)
- dřišťál červený (Berberis × rubrostilla)
- dřišťál Frikartův (Berberis × frikartii)
- dřišťál karmínový (Berberis × carminea)
- dřišťál Meehanův (Berberis × meehanii)
- dřišťál mentorský (Berberis × mentorensis)
- dřišťál ottawský (Berberis × ottawensis)
- dřišťál pozoruhodný (Berberis × notabilis)
- dřišťál prostřední (Berberis × media)
- dřišťál Rehderův (Berberis × rehdariana)
- dřišťál řídkokvětý (Berberis × laxiflora)
- dřišťál Späthův (Berberis × spaethii)
- dřišťál úzkolistý (Berberis × stenophylla)
- dřišťál van Fleetův (Berberis × vanfleetii)
- dřišťál Vilmorinův (Berberis × vilmorinii)
- dřišťál vykrajovaný (Berberis × emarginata)
- dřišťál wintonenský (Berberis × wintonensis)
- dřišťál wisleyský (Berberis × wisleyensis)
- dřišťál wolkingský (Berberis × wolkingský)
- dřišťál zakřivený (Berberis × recurvata)

## Význam a využití
Druh Berberis vulgaris byl v Polsku podle některých zdrojů používán jako ovoce. Plody uvedeného druhu mají vysoký obsah vitamínu C a jsou používány ve více zemích světa i tepelně upravené.
Celé rostliny, včetně plodů, především ale kůra a kořeny dřišťálu, obsahují toxické sloučeniny, především berberin.
V minulosti bylo využíváno žluté barvivo extrahované z kmene, kořene a kůry dřišťálu.
Dřišťály jsou oblíbenou potravou motýlů (řád Lepidoptera).
Bobule (tzv. dřišťálky) některých druhů dřišťálu jsou jedlé a bohaté na vitamín C, jakkoliv mají velmi ostrou chuť. Kvůli trnům je však sklizeň obtížná, a proto se ve většině zemí běžně nekonzumuje. Jsou důležitou potravou pro drobné ptactvo, které rozptýlí semena ve svém trusu.
Široce dostupné ukrajinské bonbony s názvem Барбарис (čti Barbaris) jsou vyráběny s použitím extraktu z bobulí.

### Kulinářství

#### Calafate
Dřišťály Berberis microphylla, nebo Berberis heterophylla (nazývaný Calafate) a Berberis darwinii (nazývaný Michay) jsou dva druhy rostoucí v Patagonii v Argentině a Chile. Jejich jedlé červené plody jsou využívány pro výrobu marmelády a nálevů. Calafate a michay jsou symboly Patagonie.

#### Zereshk
Zeréšk (زرشک‎) je v perštině název pro sušené plody dřišťálu Berberis vulgaris široce pěstovaného v Íránu. Írán je celosvětově největší výrobce zereshk a šafránu. Nejvýznamnější v pěstování je provincie Jižní Chorasan v Íránu, zvláště kolem Birjand a Qaen.

## Galerie

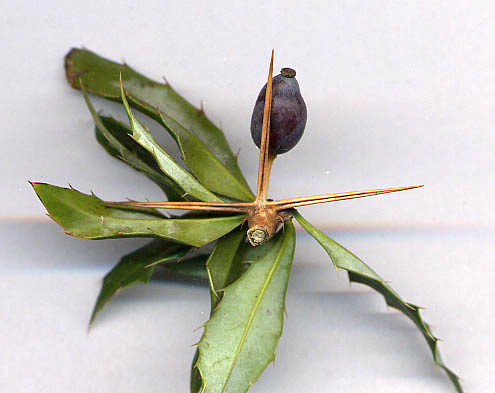
Berberis gagnepainii – tříostný trn (modifikace listů na dlouhých výhonech) s listy na krátkých výhonech. Trny jsou 20 mm dlouhé.
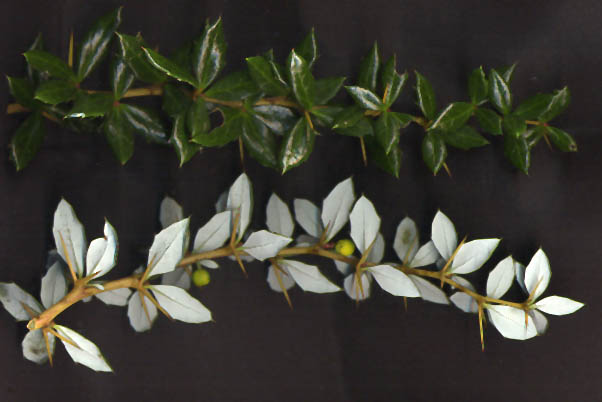
Berberis verruculosa – nahoře tmavá horní strana výhonů, dole světlá spodní strana výhonů
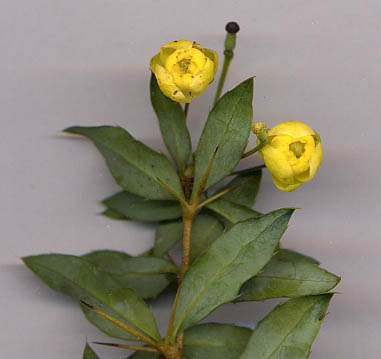
Berberis gagnepainii – detail květu (průměr 7 mm)
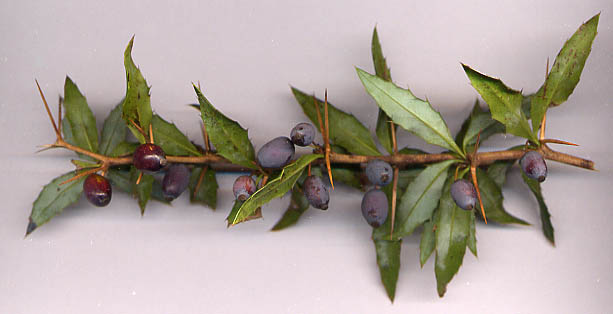
Berberis gagnepainii – plod
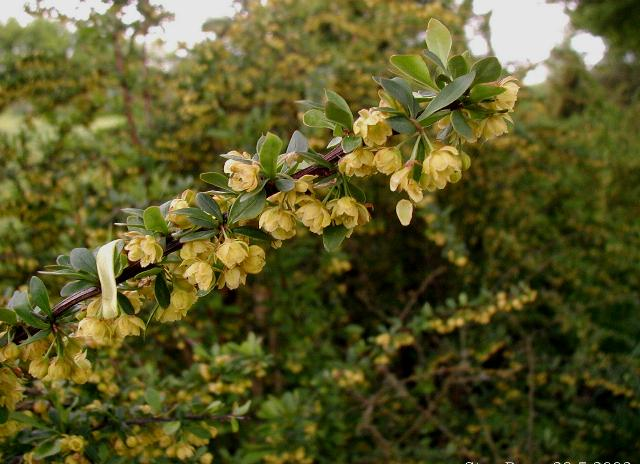
Berberis thunbergii – keř
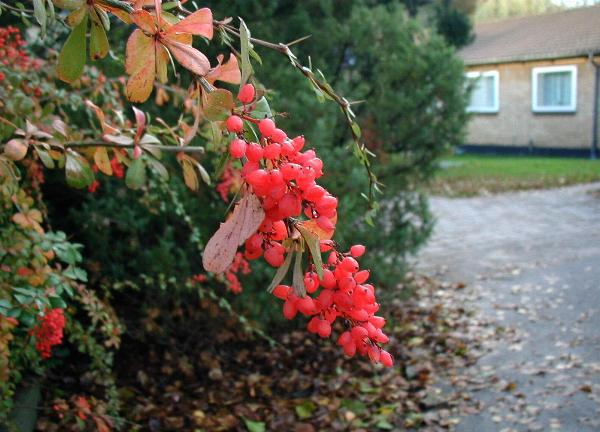
Berberis aggregata – podzimní zbarvení
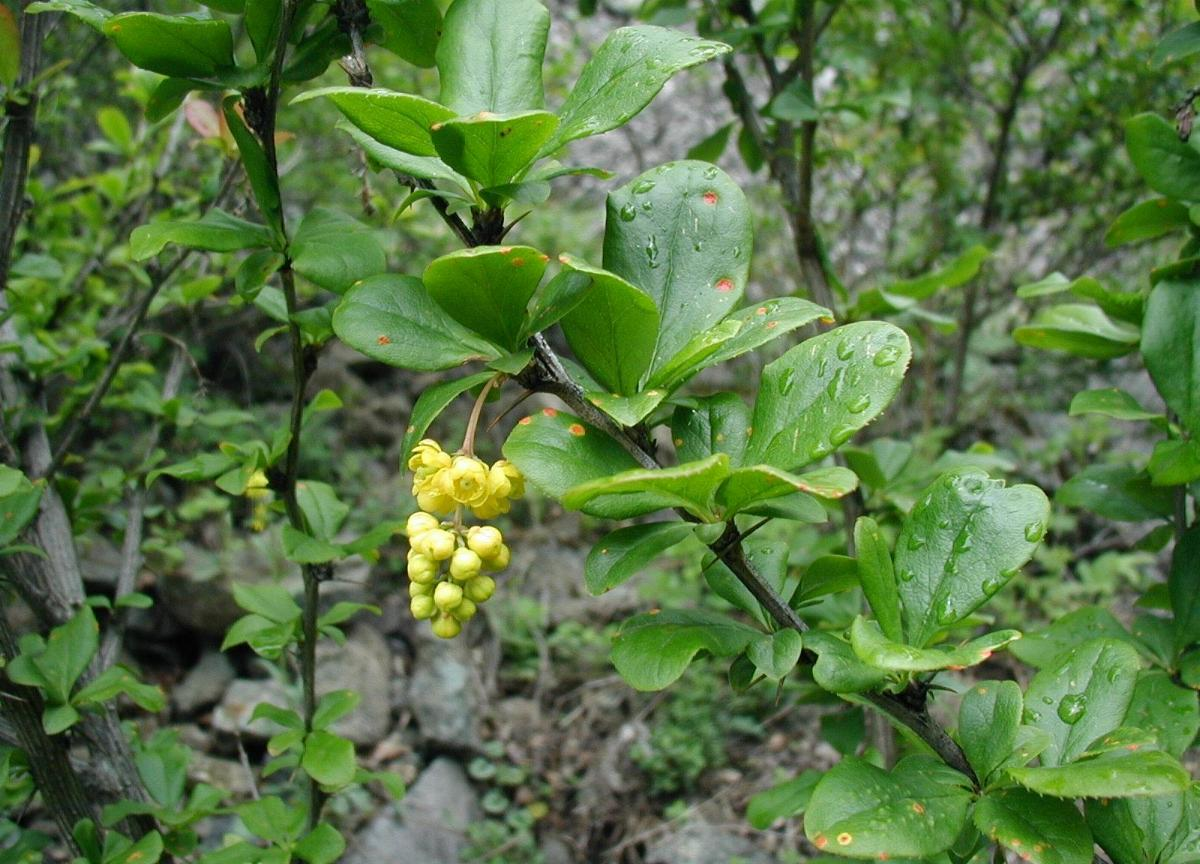
Berberis vulgaris – květ
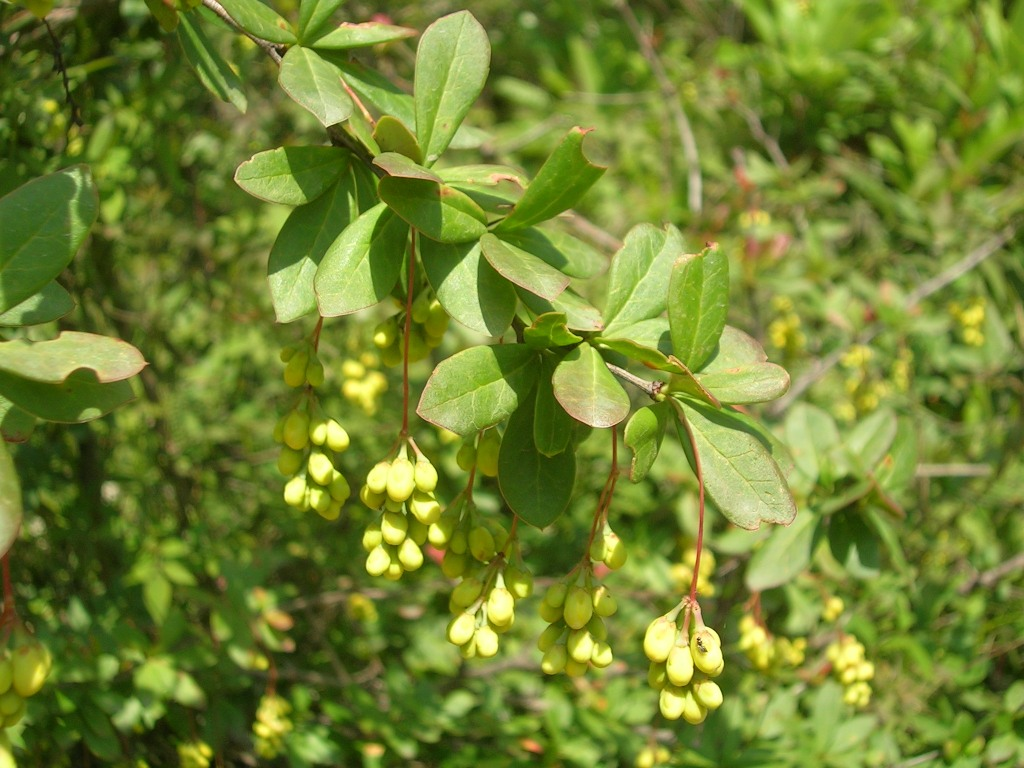
Berberis aristata – z Himálaje